# Novopetrivka, Bratske
Novopetrivka (în ucraineană Новопетрівка) este un sat în comuna Novokosteantînivka din raionul Bratske, regiunea Mîkolaiiv, Ucraina.

## Demografie
Componența lingvistică a localității Novopetrivka
     Ucraineană (79,55%)
     Română (19,32%)
Conform recensământului din 2001, majoritatea populației localității Novopetrivka era vorbitoare de ucraineană (79,55%), existând în minoritate și vorbitori de română (19,32%) și armeană (1,14%).